# Tomka (roślina)

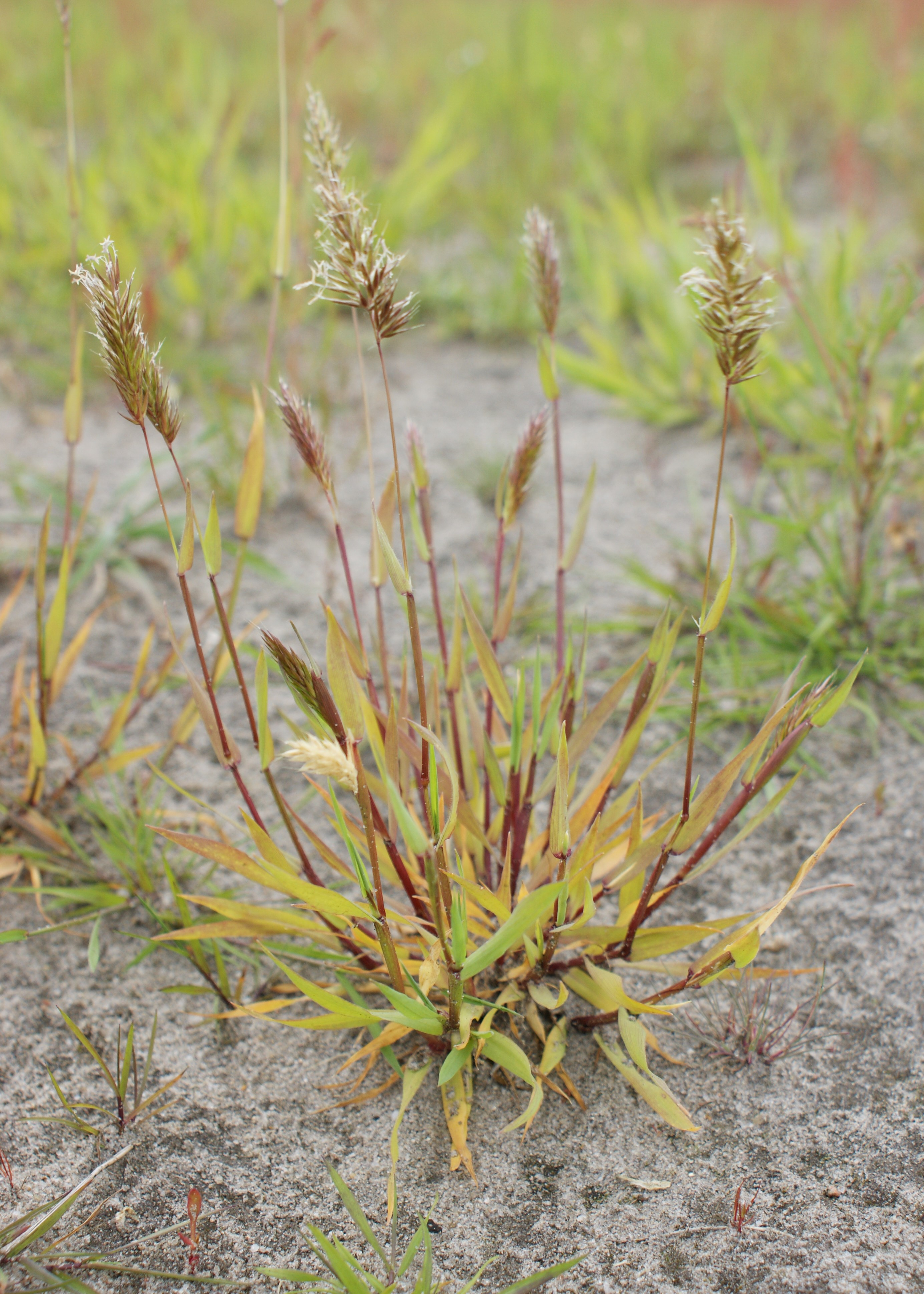
Tomka oścista

Tomka (Anthoxanthum L.) – rodzaj roślin należący do rodziny wiechlinowatych. Należy do niego ok. 50 gatunków występujących w chłodnym i umiarkowanym klimacie obu półkul oraz na terenach górskich w strefie międzyzwrotnikowej. Dawniej na podstawie kryterium różnic w budowie morfologicznej kwiatostanu niektóre rośliny klasyfikowane były do odrębnego rodzaju turówka (Hierochloë). Ze względu na ścisłe pokrewieństwo i istnienie gatunków o pośredniej budowie kwiatostanu – w niektórych ujęciach systematycznych kwestionowane jest rozdzielanie tych rodzajów i wszystkie te rośliny włączane są do rodzaju Anthoxanthum. Wszystkie gatunki rodzaju cechują się zawartością i zapachem kumaryny.
Trawy cenione jako paszowe (zwłaszcza tomka wonna A. odoratum i Anthoxanthum horsfieldii). Wykorzystywane także do aromatyzowania wnętrz (np. kościołów) i odzieży. Wykorzystywane były także jako lecznicze.

## Rozmieszczenie geograficzne
Rodzaj rozprzestrzeniony szeroko na wszystkich kontynentach (poza Antarktydą). W strefie równikowej rośliny te związane są z obszarami górskimi. Najbardziej zróżnicowane są w Eurazji. W Europie obecnych jest 13 gatunków, z czego w Polsce rosną dwa jako rodzime i jeden jako gatunek introdukowany.
Gatunki flory Polski
Pierwsza nazwa naukowa według listy krajowej, druga – obowiązująca według bazy taksonomicznej Plants of the World online (jeśli jest inna)
- tomka alpejska Anthoxanthum alpinum Á. Löve & D. Löve ≡ Anthoxanthum nipponicum Honda
- tomka oścista Anthoxanthum aristatum Boiss. – antropofit zadomowiony
- tomka wonna Anthoxanthum odoratum L.

W ujęciu bazy taksonomicznej Plants of the World online należą tu także:
- turówka leśna Hierochloë australis (Schrad.) Roem. & Schult. ≡ Anthoxanthum australe (Schrad.) Veldkamp
- turówka rozłogowa Hierochloë repens (Host) P. Beauv. ≡ Anthoxanthum repens (Host) Veldkamp
- turówka wonna Hierochloë odorata (L.) P. Beauv. ≡ Anthoxanthum nitens (Weber) Y.Schouten & Veldkamp

## Systematyka
Pozycja systematyczna
Rodzaj należący do rodziny wiechlinowatych (Poaceae). W obrębie rodziny należy do podrodziny wiechlinowych (Pooideae), plemienia Poeae, podplemienia Phalaridinae.
Wykaz gatunków:

- Anthoxanthum aethiopicum I.Hedberg
- Anthoxanthum amarum Brot. – tomka gorzka
- Anthoxanthum arcticum Veldkamp
- Anthoxanthum aristatum Boiss. – tomka oścista
- Anthoxanthum australe (Schrad.) Veldkamp – turówka leśna
- Anthoxanthum borii S.K.Jain & Pal
- Anthoxanthum brevifolium Stapf
- Anthoxanthum brunonis (Hook.f.) ined.
- Anthoxanthum cupreum (Zotov) ined.
- Anthoxanthum davidsei (R.W.Pohl) Veldkamp
- Anthoxanthum dregeanum (Nees ex Trin.) Stapf
- Anthoxanthum ecklonii (Nees ex Trin.) Stapf
- Anthoxanthum equisetum (Zotov) ined.
- Anthoxanthum flexuosum (Hook.f.) Veldkamp
- Anthoxanthum fraseri (Hook.f.) ined.
- Anthoxanthum fuscum (Zotov) ined.
- Anthoxanthum glabrum (Trin.) Veldkamp
- Anthoxanthum gracile Biv.
- Anthoxanthum hookeri (Griseb.) Rendle
- Anthoxanthum horsfieldii (Kunth ex Benn.) Reeder
- Anthoxanthum japonicum (Maxim.) Hack. ex Matsum.
- Anthoxanthum juncifolium (Hack.) Veldkamp
- Anthoxanthum khasianum (C.B.Clarke ex Hook.f.) Ohwi
- Anthoxanthum laxum (Hook.f.) Veldkamp
- Anthoxanthum madagascariense Stapf
- Anthoxanthum mexicanum (Rupr. ex E.Fourn.) Mez
- Anthoxanthum monticola (Bigelow) Veldkamp
- Anthoxanthum nipponicum Honda (syn. Anthoxanthum alpinum Á.Löve & D.Löve) – tomka alpejska
- Anthoxanthum nitens (Weber) Y.Schouten & Veldkamp – turówka wonna
- Anthoxanthum nivale K.Schum.
- Anthoxanthum novae-zelandiae (Gand.) ined.
- Anthoxanthum occidentale (Buckley) Veldkamp
- Anthoxanthum odoratum L. – tomka wonna
- Anthoxanthum ovatum Lag.
- Anthoxanthum pallidum (Hand.-Mazz.) Tzvelev
- Anthoxanthum pluriflorum (Koidz.) Veldkamp
- Anthoxanthum potaninii (Tzvelev) S.M.Phillips & Z.L.Wu
- Anthoxanthum pusillum (Hack.) Veldkamp
- Anthoxanthum quebrada (Connor & Renvoize) N.I.Villalobos & Finot
- Anthoxanthum racemosum (Trin.) ined.
- Anthoxanthum rariflorum (Hook.f.) Veldkamp
- Anthoxanthum recurvatum (Hack.) ined.
- Anthoxanthum redolens (Vahl) P.Royen
- Anthoxanthum repens (Host) Veldkamp – turówka rozłogowa
- Anthoxanthum sikkimense (Maxim.) Ohwi
- Anthoxanthum spicatum (Parodi) Veldkamp
- Anthoxanthum submuticum (F.Muell.) Veldkamp
- Anthoxanthum tibeticum (Bor) Veldkamp
- Anthoxanthum tongo (Trin.) Stapf
- Anthoxanthum utriculatum (Ruiz & Pav.) Y.Schouten & Veldkamp
- Anthoxanthum wendelboi (G.Weim.) Veldkamp
- Anthoxanthum × zinserlingii (Tzvelev) ined.